# De defectu oraculorum
il De defectu oraculorum (Περὶ τῶν ἐκλελοιπότων χρηστηρίων) è un saggio di carattere religioso e mistico di Plutarco, compreso nei suoi Moralia.

## Struttura
Il saggio è il numero 88 nel Catalogo di Lampria. La conversazione è narrata dal fratello di Plutarco, Lampria, a Terenzio Prisco, ma alcuni hanno pensato che Plutarco abbia usato la "persona" di Lampria per rappresentare se stesso, forse a causa della posizione ufficiale ricoperta da Plutarco stesso a Delfi.
La risposta di Plutarco alla domanda sul perché molti oracoli in Grecia hanno cessato di funzionare è che la popolazione ora è molto inferiore a quella che era, e quindi c'è meno bisogno di oracoli ora che in tempi precedenti. Ad esempio, a Delfi c'erano due sacerdotesse con una terza tenuta di riserva; ora ce n'è una sola, eppure è sufficiente per ogni esigenza.
Il grammatico Demetrio di Tarso e il teologo Cleombroto di Sparta, rispettivamente reduci dalla Britannia e dall’Egitto, si incontrano a Delfi poco prima dei giochi pitici presieduti da Callistrato (probabilmente nel 63 d.C.). Alla conversazione, che ha appunto lo scopo di indagare le cause della progressiva estinzione degli oracoli, partecipano anche altri personaggi: il platonico Ammonio, maestro di Plutarco; il cinico Didimo, pittoresco personaggio che per il suo carattere intemperante abbandona ben presto la discussione; Eracleone di Megara, acerbo praticante di studi filosofici; lo storiografo (syngrafeus) Filippo, quasi certamente da identificarsi con lo stoico Filippo di Prusa, menzionato nel settimo libro delle Quaestiones convivales. 
È proprio costui che a un certo punto del dialogo introduce l’enigmatico racconto sulla morte del Grande Pan, dichiarando di averlo udito dal suo conterraneo Epiterse. Lo spunto è offerto dall’opinione espressa da Cleombroto, il quale spiega l’attuale eclissi degli oracoli col fatto che a essi presiedono non gli dèi ma i dèmoni, intermediari tra la sfera divina e quella umana, i quali sono da ritenersi responsabili di taluni aspetti negativi della religione e risultano per di più soggetti alle passioni umane e alla morte: è dunque naturale che la loro scomparsa determini anche una momentanea crisi della sfera oracolare cui essi sono preposti. A Eracleone, che contesta la tesi di Cleombroto, sostenendo che i dèmoni non possono morire, ribatte appunto Filippo, narrando della morte di Panː un pilota, Tamo, giunto a Palode dalla poppa della nave guardando verso terra sente gridare: "Il grande Pan è morto". La notizia si sparge al punto che l’imperatore Tiberio manda a chiamare lo stesso Tamo e da lui apprenderebbe – secondo ’interpretazione di Plutarco – che si tratta del figlio di Ermes e Penelope.
In appena ventinove pagine, come nei precedenti saggi di argomento delfico, gran parte della conversazione tra persone colte non è direttamente collegata all'argomento. Così troviamo una discussione sul fatto che l'anno si accorcia, se il numero dei mondi è uno o un numero non superiore a cinque o è centoottantatré. Abbiamo ulteriori discussioni sul numero cinque, un po' di astronomia e una buona dose di geometria, alcune informazioni interessanti sulla Britannia e sull'Est e, appunto, una discussione piuttosto lunga sui daimones, gli esseri che fanno da tramite tra gli dei e i mortali. e ritenuti da molte persone responsabili degli oracoli; certamente il dio stesso non presenzia, secondo Plutarco, ai suoi oracoli; e nel caso dell'oracolo di Delfi si dà qualche conto della scoperta accidentale da parte di un pastore dei poteri peculiari dell'espirazione dalla fenditura nelle rocce.